# Botanophila defector
Botanophila defector este o specie de muște din genul Botanophila, familia Anthomyiidae. A fost descrisă pentru prima dată de Huckett în anul 1965. Conform Catalogue of Life specia Botanophila defector nu are subspecii cunoscute.